# Luis Salvador de Austria
Luis Salvador de Habsburgo-Lorena (Florencia, 4 de agosto de 1847 - Brandýs nad Labem-Stará Boleslav, 12 de octubre de 1915) fue un erudito y mecenas miembro de la dinastía imperial de Habsburgo. Era el undécimo hijo de Leopoldo II, Gran Duque de Toscana, y el noveno de su segunda esposa la princesa María Antonieta de las Dos Sicilias. Su nacimiento fue anunciado con 101 cañonazos a la población de Florencia. Su vida estuvo estrechamente ligada a España, como pionero del turismo a las islas Baleares, estableciendo residencia en Mallorca.

## Vida

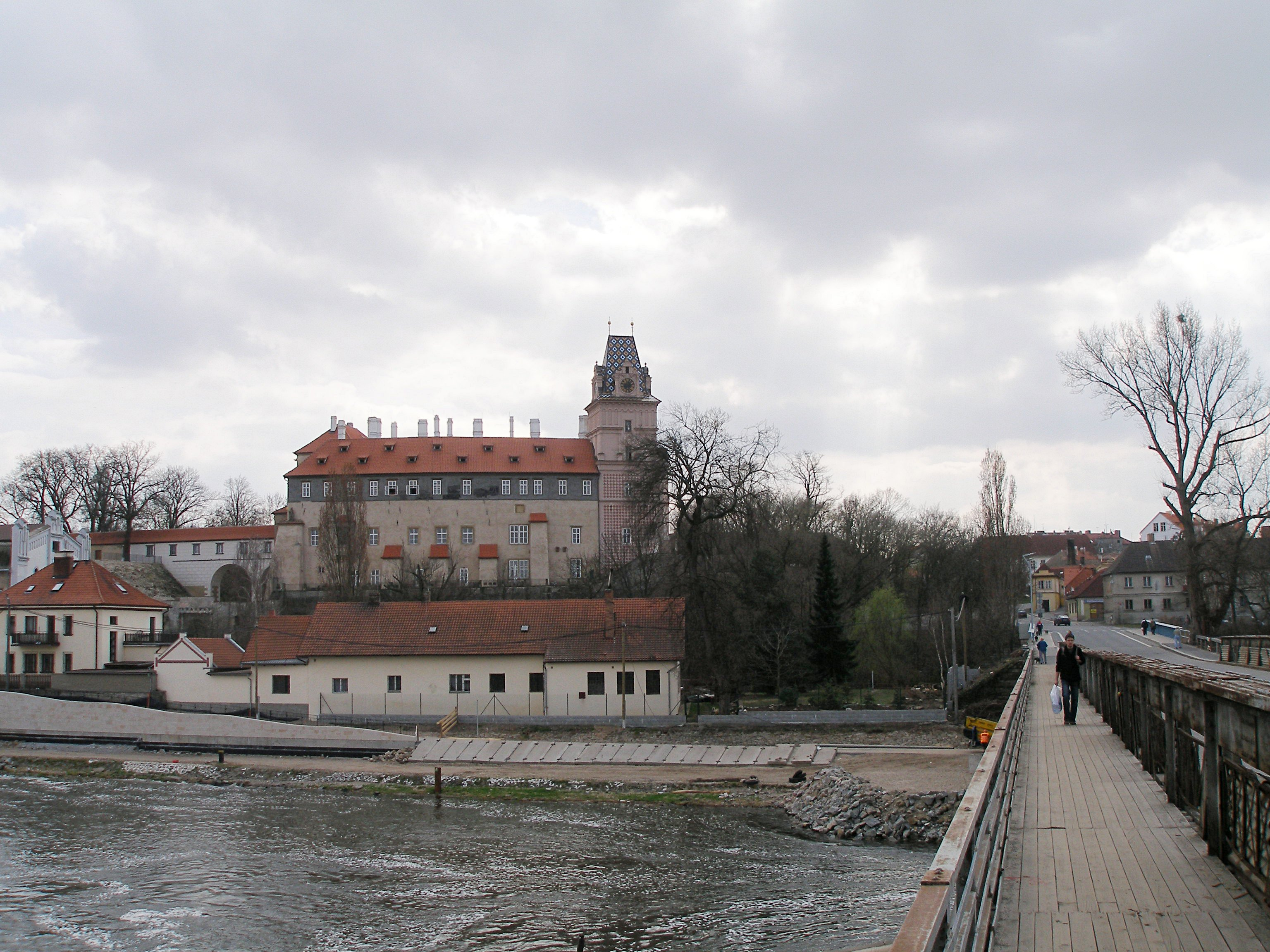
Castillo Brandýs nad Labem

### Juventud
El archiduque Luis Salvador nació en el palacio Pitti. Este edificio renacentista, vivienda multifamiliar, se empezó a construir en 1440 en la plaza del mismo nombre de la ciudad florentina. En 1849, una revolución política exilió a Leopoldo II, gran duque de Toscana, su padre, y a toda su familia a la fortaleza de Gaeta, junto a Nápoles, pero el Gran Ducado no desapareció hasta dos lustros más tarde, cuando Archi (como se le conocía cariñosamente en palacio), el sabio de la casa, abandonó Florencia definitivamente.
El joven Luis Salvador era un muchacho aplicado, despierto y ávido de conocimientos, que se ocupaba preferentemente de las lenguas extranjeras, del dibujo, de las ciencias naturales y de la Geografía. Dedicaría su vida a los viajes y a realizar importantes estudios sobre muchas de las islas del Mediterráneo, especialmente de las Baleares. A Mallorca llegaría por primera vez en 1867, viajando de incógnito bajo el nombre de Conde de Neudorf.
Por otro lado, su noble vida en palacio no fue tan perfecta y bella como se podría pensar, puesto que sobre los Habsburgo pesaba una legendaria maldición. Así lo asegurarían si viviesen todos los familiares del archiduque que fueron víctimas de un maleficio lanzado por el príncipe soberano de Argovia y sus dos hijos, a Rodolfo I de Habsburgo. Alberto I y Leopoldo III fueron asesinados y María de Borgoña murió de una caída. Felipe I el Hermoso, feneció muy joven de un posible envenenamiento, y Juana la Loca quizá lo fuera de amor. Carlos I de España y V de Alemania era epiléptico. Rodolfo II tenía un carácter psicopático y María Antonieta de Francia fue guillotinada. Matilde, la hija del archiduque Alberto, prometida de Archi, murió quemada en una fiesta. Juan Nepomuceno, hermano menor de Archi, desapareció en las profundidades del océano en compañía de su amada. Maximiliano José, emperador del efímero imperio de México fue fusilado en Querétaro y su viuda Carlota de Bélgica vagó por Europa como una orate, buscando alivio a su dolor. Rodolfo, el príncipe heredero, se suicidó junto a su amada, la baronesa María Vetsera. La hermana de la emperatriz Sisí, Sofía Carlota de Baviera, duquesa de Alençon, murió víctima de un incendio que causó la muerte a 117 personas, y su cuñado se ahorcó en un hotel de Zúrich. Carlos III, duque de Parma, murió asesinado en plena calle. El archiduque Guillermo, gran aficionado a la equitación, murió al caer de un caballo. Luis II de Baviera, el rey loco, acabó sus días ahogado. Isabel de Austria y Hungría, más conocida como Sisí, la emperatriz errante, esposa de Francisco José I, y prima de Archi, al que visitó en varias ocasiones en su refugio balear, fue asesinada por un anarquista. Y en Sarajevo, el 28 de junio de 1914 fueron asesinados el príncipe heredero de Austria-Hungría, Francisco Fernando de Austria y su esposa Sofía.
Aunque el archiduque no sufrió ningún percance maléfico durante toda su vida, padeció una extraña enfermedad llamada elefantiasis, que le hacía carecer de la agilidad que una persona normal posee. Se movía con dificultad y tenían que ayudarle para levantarse e ir de un lugar a otro. Eso no le impidió ser una persona de gran erudición y cultura. Se dice que hablaba correctamente catorce lenguas entre las que figuraban el griego y el latín.

### Islas Baleares
El archiduque Luis Salvador fue el precursor del turismo en las Islas Baleares. A Mallorca llegó por primera vez en 1867, viajando de incógnito bajo el nombre de conde de Neudorf. Tiempo después, fijó su residencia archiducal en el predio de «La Estaca», nombre de la hoy principal posesión mallorquina, suma de una decena de fincas pertenecientes a los municipios de Valldemosa y Deyá, adquiridas en torno a 1878. Sus tierras se dedicaron al cultivo de verduras y legumbres, árboles frutales, y viñas con las que Su Alteza Real, buen conocedor de los procedimientos necesarios, elaboró vinos premiados en las exposiciones internacionales de Madrid, París, Chicago, y la de Barcelona de 1888, exposición en la que también fue premiado el aceite de Son Moragues, una de las fincas situadas en Deiá, en la que el Archiduque creó una exposición que llamó Museo Agrícola Balear Industrial.
Su amor por la cultura y las artes hizo de él un auténtico mecenas y se ofrecía presto a donar ayudas, tanto económica como materialmente, a científicos y artistas que conoció, sin las que muchos estudios e investigaciones no hubieran podido llevarse a cabo.
Por Miramar –primera finca adquirida, centro y eje principal de todas sus posesiones, en la que recibía a todas sus visitas– pasaron gentes de toda clase y condición, desde altos cargos de la burguesía hasta simples campesinos, pasando por figuras importantes y destacadas de la sapiencia propia o el deleite ajeno, como fueron: el pintor y escritor francés Gastón Vuillier; los prehistoriadores Bartoli y Cartailhac; el famoso naturalista español Odón de Buen; el botánico y rector de la Universidad de Ginebra Robert H. Chorat; los también botánicos Carlo di Marchesetti y el Dr. Tretzener; los ornitólogos alemanes Alfred von Jordans y Conde Low; los geólogos E. A. Martel, J. Lambert o L. W. Collet; los pintores John Singer Sargent, Rotang y Kos Kand; los escritores Margherita D’Este, Jules Leclerk, Johan Fustenbach, Lady Isabel Herbert, Gabriel Alomar y el gran poeta nicaragüense Rubén Darío; el tenor Viñas y el bajo Uetam; el sacerdote-poeta catalán Jacinto Verdaguer y el sacerdote-naturalista menorquín Francisco Cardona y Orfila. También fue visitado por su madre, la Gran Duquesa de Toscana; por la Princesa Estefanía, viuda del Príncipe Rodolfo; por la Infanta de España Isabel Francisca de Asís de Borbón, «la Chata»; por el Archiduque Rainiero y su hermano Ernesto; por el Príncipe de Sevignano y su yerno el Príncipe de Pignatelli; por el Gran Duque Vladímir Aleksándrovich de Rusia, hermano del Zar; por el Gran Duque Jorge de Rusia.
Con el transcurrir de los años, algunas de las personas y las entidades más representativas de su tiempo, así como organismos oficiales y corporaciones académicas, quisieron rendir homenaje a su labor en el campo de la cultura, las artes y la sociedad en general. Así en 1889, el Archiduque fue nombrado miembro honorario de la Academia Imperial de Ciencias de Viena y la Sociedad Geográfica de esta ciudad le concedió en 1898 la Medalla Hauer (de la Österreichische Geographische Gesellschaft), premio a su labor en el terreno de las exploraciones geográficas; fue investido Presidente honorario de la Sociedad Húngara de Geografía y además era Socio Perpetuo de la Sociedad de Espeleología de París, Socio honorario de la Sociedad Geográfica Peruana de Lima, Miembro honorario de la Academia de Ciencias, Letras y Artes de Bohemia, Socio Protector del Club Alpino Siciliano, Miembro honorario del Touring Club de Bélgica y Académico Honorario de la Real Academia de la Historia de Madrid.
En 1883 fue nombrado Académico Honorario de la Academia Provincial de Bellas Artes de Palma de Mallorca, y en 1887, la Diputación Provincial de Baleares le nombró Hijo Adoptivo de esta provincia. En 1909, la Sociedad para el Fomento del Turismo de Mallorca le nombró Presidente Honorario. En 1910, el ayuntamiento de Palma de Mallorca le proclamó Hijo Ilustre de Mallorca. Y por último, la ciudad de Sóller le proclamó en 1913 Hijo Adoptivo por ceder unos terrenos para uso ferroviario –algo que quedó en proyecto-.
Luis Salvador de Habsburgo-Lorena murió en 1915 en el castillo de Brandais, en Brandýs nad Labem-Stará Boleslav, Austria, habiendo designado en testamento heredero universal de todos sus bienes a Antonio Vives y Colom, su secretario personal, colaborador y hombre de confianza, que conoció en Mallorca, y que le acompañó desde 1872 hasta su muerte, y a sus hijos.
Palma de Mallorca bautizó con el nombre de Arxiduc Lluis Salvador a una calle del ensanche de la ciudad a principios del siglo XX, y en 1953 se levantó un gran obelisco con un bajorrelieve de temática mitológica a la memoria de su imagen renacentista.
Prolífico descriptor de sus entornos, de su vida y de su amor mallorquín, Catalina Homar, payesa que empezó trabajando para él y que acabó convirtiéndose en la «Madona de S’Estaca», destaca entre sus publicaciones, más de cincuenta, Die Balearen in Wort und Bild, monumental obra que consta de varios tomos, en la que describe la gran magnificencia de un archipiélago todavía virgen, poblado tan solo por sus habitantes y por algún viajero ocasional, incapaz de volver a su tierra maravillado por lo que allí encontró.

## Títulos, órdenes y cargos

### Títulos
- Su Alteza Imperial y Real el príncipe imperial y archiduque Luis Salvador de Austria, príncipe real de Hungría y Bohemia, etc...[1]

### Órdenes
- Caballero de la orden del Toisón de Oro.[2] (Imperio austrohúngaro)
- Poseedor de la Medalla del Jubileo de Francisco José (1898) (Jubiläums-Erinnerungsmedaille 1898), en bronce. (Imperio austrohúngaro)
- Poseedor de la Cruz Militar del Jubileo (Militär-Jubiläumskreuz).[2] (Imperio austrohúngaro)

- Caballero gran cruz de la orden de San José.[2] (Gran Ducado de Toscana)
- Caballero gran cruz de la orden de Carlos III.[2] (30 de abril de 1869, Reino de España)[3]

### Empleos
- Coronel y coronel propietario (inhaber) del Regimiento de Infanteria n.º 58 del Ejército Imperial y Real.[2]
- Académico de honor de la Academia de Ciencias de Viena.[2]